# Torben Möger Pedersen
Torben Möger Pedersen (født 7. oktober 1955 i Aarhus) er dansk erhvervsleder og bestyrelsesformand.
Gift med cand. merc. Gitte Bengtsson, forhenværende direktør i Danske Regioner. Bor i Birkerød. Blandt hans fire børn er Thor Möger Pedersen og Gry Möger Poulsen.

## Baggrund og karriere
Student fra Frederikshavns Gymnasium (1975), hvor han var aktiv i studiepolitikken og formand for Danske Gymnasieelevers Sammenslutning (DGS, 1975-76). Under studietiden ved Københavns Universitet fortsatte han som aktiv studenterpolitiker, samtidig med, at han var medlem af Danmarks Kommunistiske Ungdom (DKU) og studenterorganisationen KommS. Han blev cand.polit. i 1984, og allerede inden ansat som økonom i Det Økonomiske Råds sekretariat, hvor han var 1983-1986. Derefter blev han økonom og sidenhen sekretariatschef i SiD (1986-1990), adm. direktør i PKS Pension (1990-1992) og siden adm. direktør i PensionDanmark og PensionDanmark Holding (1992-2023).

## Bestyrelsesposter og tillidshverv
Torben Möger Pedersen har mange års erfaring som formand for og medlem af en lang række bestyrelser. Torben er formand for bestyrelserne i The CIP Foundation (CIP Fonden), The Danish Foreign Policy Society (Det Udenrigspolitiske Selskab), the Danish Society for Education and Business, Hedorf's Fonden, og Gefion Gymnasium. Derudover er Torben også bestyrelsesmedlem i Energi Danmark, the United Nations Principles for Responsible Investment og ambassadør for Det nye Danmarks Tekniske Museum.
Torben Möger Pedersen blev i november 2019 udnævnt af Regeringen som formand for Klimapartnerskabet for finanssektoren. Han har endvidere en international profil, særligt i regi af FN, World Economic Forum og OECD. Torben Möger Pedersen er forfatter til artikler og bidrag til bøger hovedsagelig om dansk økonomisk politik, pensions- og investeringsforhold. Modtog i 2013 prisen som Environmental Finance Personality of 2013 og i 2018 IPE’s Outstanding Industry Award 2018.
Tidligere bestyrelsesformand for Dagbladet Information (1991-2011), tidligere formand for DEA - tænketanken for uddannelse, forskning og innovation (2013-2016), tidligere formand for Copenhagen Business School, tidligere bestyrelsesmedlem i Nationaløkonomisk Forening (2002-2007), tidligere bestyrelsesmedlem i Centre for Economic and Business Research ved Copenhagen Business School (2005-2009), tidligere bestyrelsesmedlem i Dansk Selskab for Virksomhedsledelse (2009-2014), tidligere medlem af Copenhagen Business Task Force – rådgivende udvalg nedsat af Overborgmesteren (2011), tidligere medlem af Finanstilsynets Penge- og Pensionspanels pensionsudvalg (2011- 2012), tidligere bestyrelsesmedlem i Concito – den grønne tænketank (2011-2013), tidligere medlem af regeringens Vækstteam for Energi og Klima (2012-2013), tidligere bestyrelsesmedlem for Professionshøjskolen Metropol (2012-2014), tidligere medlem af ekspertgruppen for ambassadør Peter Taksøes udredning om dansk udenrigspolitik (2015-2016).
Tidligere medlem af investeringskomitéen i Copenhagen Infrastructure Fund I, Fund II, Artemis, Fund III, Fund IIII, Fund IV og New Markets Fund I (hhv. 2012-2020, 2014-2020, 2018-2020, 2017-2023, 2020-2023 og 2020-2023). Tidligere medlem af ekspertudvalg for Danmarks seneste udenrigspolitiske redegørelse.